# Авенаріус Георгій Олександрович
Георгій Олександрович Авенаріус (нар. 30 листопада 1903 — 18 червня 1958, с. Білі Столби (нині смт) Московська область, РРФСР) — радянський кінознавець, один з фундаторів наукового вивчення кінематографа в СРСР. Кандидат мистецтвознавства (1957).

## Життєпис
У 1926 закінчив Одеську акторську студію Товариства друзів радянського кіно.
Знімався в ролях другого плану в німих фільмах українського виробництва (ВУФКУ) — «Спартак», «Тарас Трясило» (обидва — 1926), «Джіммі Хіггінс» (1927) та інших.
Працював асистентом оператора на зйомках декількох фільмів, у тому числі фільму Олександра Довженка «Звенігора» (1928).
В 1930 закінчив операторський факультет Одеського кінотехнікуму.
В 1932—1936 роках викладав у Київському кіноінституті, де читав курс історії і теорії радянського і зарубіжного кіно.
Опублікував перші статті по теорії кінематографа: «До методології визначення кіножанрів» («Пролетарське кіно», 1931 № 10 і 11), «Монтажні теорії Ейзенштейна» і «Експресіонізм в радянському кіно» (обидві українською мовою в журналі «Кіно» в 1932 і 1933 роках).
Перші роботи Авенаріуса по історії кіно вийшли друком українською мовою в журналі «Радянське кіно» в 1935—1936 роках. Одні з них носили оглядовий характер («Сорок років кінематографа», «До історії розвитку української комедії»), інші — характер монографій («Проблема художнього образу у фільмах О. П. Довженка», «Рене Клер»). Тоді ж була опублікована перша робота Авенаріуса про Чарлі Чапліна («Творча дорога Чарлі Чапліна» — «Радянське кіно», 1936 № 8).
З 1936 працював у Москві.
У 1936—1941 викладав у Всесоюзному державному інституті кінематографії, де створив фундаментальний курс історії зарубіжного кіно і написав ряд мистецтвознавчих досліджень. З 1939 року він також займався збором, систематизацією, зберіганням і описом фільмів[1].
У жовтні 1948 року був призначений старшим науковим співробітником відділу обробки закордонного фільмофонда, перейшовши в Держфільмофонд з посади старшого консультанта відділу інформації і реклами Всесоюзного кінооб'єднання «Совекспортфільм», а незабаром став начальником цього відділу..
У післявоєнний період діяльність Авенаріуса піддавалася різкій критиці, що привело до появи ряду його робіт, в яких тенденції розвитку західного кіно розбиралися з суто «ідеологічної» точки зору, вони були зведені в книгу «Американське кіно на службі реакції».
У 1950-х роках він написав також декілька робіт про взаємини з кіно видних діячів світової культури — Льва Толстого, Федора Шаляпіна, Бернарда Шоу. У другій половині 1950-х років був автором і ведучим популярної телепередачі про історію кіно.
Особливе місце в роботах Авенаріуса займають дослідження творчості Чарлі Чапліна. З кінця 1930-х років він опублікував цілу низку присвячених йому статей і активно працював над двотомним нарисом творчості Чапліна, проте закінчити встиг лише перший том, що охоплює період до 1923 року. Книга «Чарльз Спенсер Чаплін: Нарис раннього періоду творчості» була видана в 1960 році (Москва, Видавництво Академії наук СРСР).